# Sanjarīūn
Sanjarīūn (persiska: سَنگَريان, سنجاريان, Sangarīān, Sangareyūn, سَنگَرِيون, Sanjārīān, سنجريون, سنجریان) är en ort i Iran.   Den ligger i provinsen Teheran, i den centrala delen av landet, 25 km öster om huvudstaden Teheran. Sanjarīūn ligger 1 394 meter över havet och antalet invånare är 361.
Terrängen runt Sanjarīūn är huvudsakligen kuperad. Sanjarīūn ligger nere i en dal.Runt Sanjarīūn är det ganska tätbefolkat, med 222 invånare per kvadratkilometer. Närmaste större samhälle är Būmahen, 15,9 km öster om Sanjarīūn. Trakten runt Sanjarīūn består i huvudsak av gräsmarker.